# Pentamera constricta
Pentamera constricta is een zeekomkommer uit de familie Phyllophoridae.
De wetenschappelijke naam van de soort werd in 1915 gepubliceerd door Ohshima.